# Маккелви, Сэмюэл Рой
Сэмюэл Рой Маккелви (англ. Samuel Roy McKelvie; 15 апреля 1881 — 6 октября 1956) — американский политик, 19-й губернатор Небраски.

## Биография
Сэмюэл Маккелви родился около города Фэрфилд, Небраска, в семье Сэмюэла Маккелви и Дженни Глэндон. Он учился в Университете Небраски-Линкольна и Линкольнском коммерческом колледже, который окончил в 1901 году. 19 июня 1904 года Маккелви женился на Флосси (Марте) Де Арнольд, у них было двое детей.
До прихода в политику Маккелви сделал успешную карьеру в журналистике. В 1905 году он начал писать в The Nebraska Farmer, и в конечном итоге в 1908 году стал владельцем этой газеты. В 1908—1909 годах Маккелви был членом городского совета Линкольна, в 1911—1913 годах — членом Палаты представителей Небраски, а в 1913—1915 годах — вице-губернатором штата.
В ноябре 1918 года Маккелви был избран губернатором Небраски, а в 1920 году переизбран на второй срок. Во время его пребывания в должности был внесён законопроект о системе парков штата, были утверждены планы строительства нового здания капитолия штата, была одобрена 41 поправка к конституции штата, расширена сеть дорог и автомагистралей, реорганизована бюджетная система штата и принят закон о гражданской администрации.
После ухода с должности губернатора Маккелви вернулся к издательской деятельности, а также продолжал оставаться активным в политике. В 1929—1931 годах он был членом Федерального управления по делам фермеров, а в 1928, 1932 и 1936 годах — делегатом национального съезда Республиканской партии. Маккелви был масоном, членом Благотворительного и покровительствующего ордена лосей США, общества Оддфеллоуз («Чудаки») и методистской церкви.
Сэмюэл Маккелви умер 6 октября 1956 года в зимнем доме около Месы, Аризона, после двух перенесённых инфарктов миокарда, и был похоронен на кладбище Wyuka Cemetery в Линкольне. В его честь назван Национальный лес Сэмюэл Маккелви.